# Gui d'Ussel

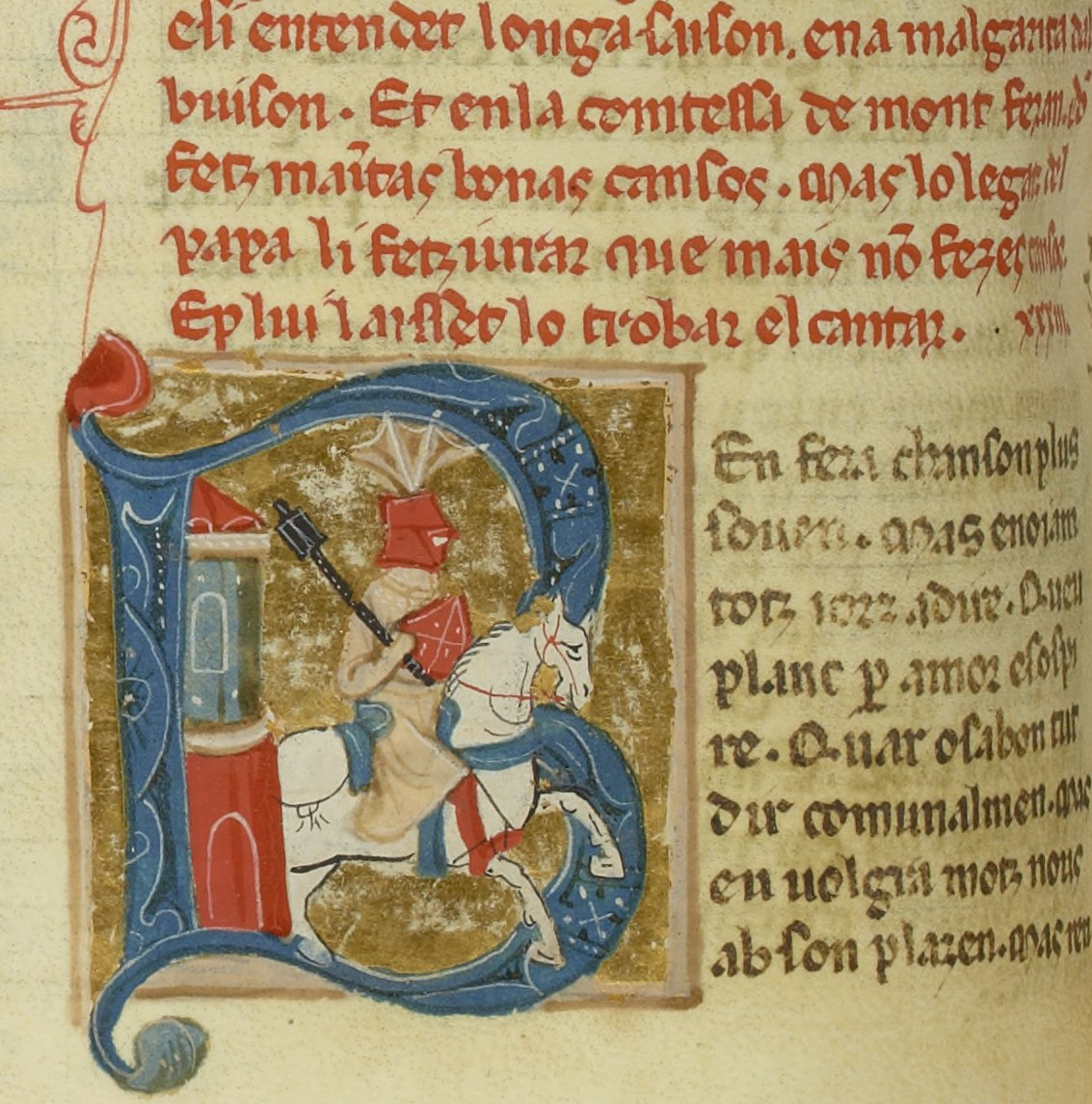
BnF ms. 854 fol. 89v

Gui d'Ussel (fl. 1195-1209) fou un trobador occità. Se'n conserven vint composicions, algunes de les quals amb música.

## Vida
Gui d'Ussel forma part, amb els seus germans grans Eble i Peire i el seu cosí Elias d'Ussel, dels anomenats quatre trobadors d'Ussel. D'aquests, Gui és el que té una activitat literària més notable. Gui està documentat només un cop en documents d'arxiu (en una donació a l'abadia de Bonaigua de 1195). Segons la vida, ell i els seus germans eren senyors del castell d'Ussel i el seu cosí Elias del proper castell de Charlus,Plantilla:De Riquer dades a les quals es pot donar credibilitat. La vida també diu que Gui era canonge de Briude i Montferran i que cantà Margarida d'Albuisson i la comtessa de Montferran però que el legat del papa li prohibí continuar fent cançons. Aquestes darreres dades són de veracitat més dubtosa.

## Obra
Es conserven vint composicions de Gui d'Ussel: vuit cançons, tres pastorel·les i nou tensons; d'aquestes, tres amb el seu germà Ebles i quatre amb el seu cosí Elias, una altra amb un Segner Rainaut (potser Rainaut d'Albusson) i una amb Maria de Ventadorn.
La composició més coneguda és Si be·m partetz, mala dompna, de vos. Apareix en gran nombre de cançoners i altres trobadors n'imiten l'estrofisme. És la primera mostra de mala cansó, cançó on el trobador parla malament de la dama que l'ha abandonat per un altre.
Es conserva la música de quatre de les seves cançons.

### Cançons
- (194,1)[1] Ades on plus viu, mais apren
- (194,3) Ben feira chanzos plus soven (amb música conservada al cançoner G)
- (194,6) En tanta guisa·m men'Amors (amb música conservada al cançoner G)
- (194,7) Estat aurai de chantar
- (194,8) Ges de chantar no·m faill cors ni razos (amb música conservada al cançoner W)
- (194,11) Ja non cugei qu·em desplagues amors
- (194,12) Ja non cudiei trobar
- (194,19) Si be·m partetz, mala dompna, de vos (amb música conservada al cançoner G)

### Tensons
- (194,2=136,1) Ara·m digatz vostre semblan
- (136,1a=194,4) En Gui, digaz al vostre grat
- (129,2=194,5) En Gui, digaz la qal penriaz vos
- (295,1=194,9) Gui d'Uissel, be·m pesa de vos
- (129,3=194,10) Gui, e·us part mon essienz
- (194,16=129,4) N'Eble pus endeptatz
- (194,17=136,4) N'Elias, a son amador
- (194,18=136,6) N'Elias, de vos voill auzir
- (194,18a=413,1) Segner Rainaut, vos qi·us faitz amoros

### Pastorel·les
- (194,13) L'autre jorn, cost' una via
- (194,14) L'autre jorn, per aventura
- (194,15) L'autrier, cavalcava